# تپه هورده
تپه هورده مربوط به دوره اشکانی ـ دوره ساسانی است و در شهرستان دهلران، بخش موسیان، ۴/۵ کیلومتری ضلع شرقی شهر موسیان واقع شده و این اثر در تاریخ ۳۰ دی ۱۳۸۵ با شمارهٔ ثبت ۱۶۹۱۱ به عنوان یکی از آثار ملی ایران به ثبت رسیده است.